# Richard Molesworth (3e vicomte Molesworth)
Richard Molesworth (1680 - 12 octobre 1758) est un officier militaire, un homme politique et un noble anglo-irlandais. Il est lieutenant de l'ordre en Irlande et est blessé à la bataille de Preston lors du soulèvement jacobite de 1715, avant de devenir maître général de l'ordre en Irlande et commandant en chef de l'armée royale irlandaise. 

## Carrière militaire
Il est le plus jeune fils de Robert Molesworth (1er vicomte Molesworth) (en) et de Letitia Coote, fille de Richard Coote, Lord Coloony. Il abandonne ses études de droit et est nommé enseigne du Régiment des Orcades le 14 avril 1702 . 
Promu capitaine, il sert avec son régiment à la bataille de Blenheim en août 1704, avant d'être nommé aide de camp du duc de Marlborough le 22 mai 1706 pendant la Guerre de Succession d'Espagne . Au cours de la bataille de Ramillies, qui a lieu le lendemain, Molesworth offre son propre cheval à Marlborough après que celui-ci soit tombé, lui sauvant la vie. Promu capitaine des Coldstream Guards et lieutenant-colonel de l'armée le 5 mai 1707, il assiste au soulagement de Bruxelles en 1708 et à la bataille de Malplaquet en septembre 1709 et est blessé par une mine au siège de Mons en octobre 1709. Il commande un régiment d'infanterie en Catalogne sous le duc d'Argyll de juillet 1710 jusqu'à son retour en Angleterre à la fin de 1712. 
Il devient lieutenant de l'ordre en Irlande en décembre 1714 et est élu député à la Chambre des communes irlandaise pour Swords en 1715 . Il lève un régiment de dragons en 1715 et est blessé à la bataille de Preston en novembre 1715 lors du soulèvement jacobite de la même année. Après avoir participé au concours pour développer un chronomètre de marine, il est élu membre de la Royal Society en mars 1722 . 
Il devient colonel du régiment d'infanterie d'Inniskilling en mars 1725 et succède à son frère en tant que 3e vicomte de Molesworth le 17 février 1726 . Il devient colonel du régiment de dragons du vicomte Molesworth en mai 1732 et, après avoir été promu major général le 18 décembre 1735 et nommé Lord justicier en décembre 1736. Il devient colonel du 5th Royal Irish Lancers en juin 1737. Promu au rang de lieutenant général en Irlande en 1739, il devient maître général de l'ordre en Irlande en 1740. Promu au grade de lieutenant général le 1er juillet 1742 et général de cavalerie le 24 mars 1746, il devient Commandant en chef d'Irlande en septembre 1751. Il vit alors au 14 Henrietta Street à Dublin . 
Promu maréchal le 3 décembre 1757, il devient gouverneur de l'hôpital royal de Kilmainham. Il meurt à Londres le 12 octobre 1758 et est enterré à Kensington . Son fils unique, Richard, lui succède. Lady Molesworth est décédée dans un incendie de sa maison en 1763 avec deux de ses filles . 

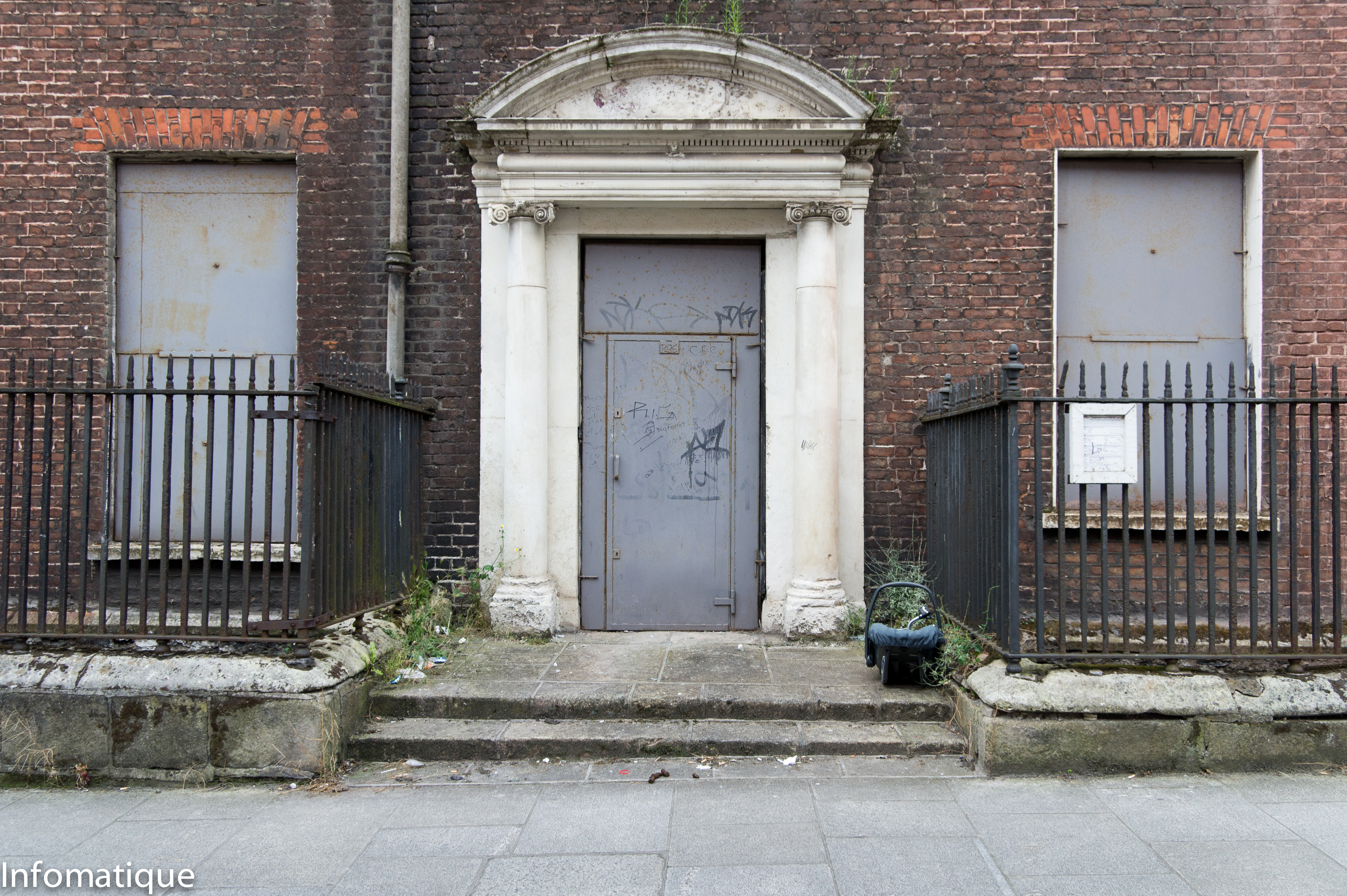
Entrée de la maison de ville de Molesworth
14 Henrietta Street, Dublin, août 2011

## Famille
Il épouse Jane Lucas, dont la famille est peu connue; ils ont trois enfants, Amelia, Letitia et Mary, qui devient la deuxième épouse de Robert Rochfort, premier comte de Belvedere . Après le décès de sa première femme, il épouse le 7 février 1744 Mary Jenney Ussher, fille du révérend William Ussher, archidiacre de Clonfert, et a sept enfants de cette union. Mary et Louisa (qui ont d'abord épousé William Ponsonby (1er baron Ponsonby), et ensuite William Fitzwilliam (4e comte Fitzwilliam)) . Mary et Melosina ont péri avec leur mère dans un incendie deleur  maison en 1763 . 